# Julien Simon
Julien Simon (Rennes, 4 d'octubre de 1985) és un ciclista francès, professional des del 2008 fins al 2024.
En el seu palmarès destaca la victòria a la Clàssica d'Ordizia de 2011 i, sobretot la cinquena i setena etapa a la Volta a Catalunya de 2012, amb final a Manresa i Barcelona respectivament.

## Palmarès
- 2004
  - Campió de Bretanya sub-23
- 2007
  - 1r al GP Ouest France-Plouay sub-23
- 2011
  - 1r a la Clàssica d'Ordizia
- 2012
  - 1r al Tour de Finisterre
  - 1r al Gran Premi de Plumelec-Morbihan
  - 1r al Gran Premi de Valònia
  - Vencedor de 2 etapes a la Volta a Catalunya
- 2014
  - 1r a la Copa de França de ciclisme
  - 1r al Gran Premi de Plumelec-Morbihan
- 2017
  - Vencedor d'una etapa al Tour de l'Alt Var
- 2018
  - 1r al Tour de Doubs
- 2019
  - 1r al Tour de Finisterre
- 2022
  - 1r a la Copa de França de ciclisme
  - 1r al Gran Premi de Morbihan
  - 1r al Tour de Finisterre
  - Vencedor d'una etapa al Tour del Llemosí

### Resultats al Tour de França
- 2012. 92è de la classificació general
- 2013. 87è de la classificació general
- 2014. 109è de la classificació general
- 2015. 94è de la classificació general
- 2017. 117è de la classificació general
- 2018. 101è de la classificació general
- 2019. 108è de la classificació general
- 2021. 129è de la classificació general

### Resultats a la Volta a Espanya
- 2015. 74è de la classificació general
- 2020. 65è de la classificació general